# 崔允喜
崔允喜（韓語：최윤희，1967年9月1日—），韩国前女子游泳运动员及现大韩民国文在寅政府的文化体育观光府第2次官。她曾获得5枚亚洲运动会游泳比赛金牌，还参加了1984年夏季奥运会游泳比赛，她在参加的两个项目上都未能晋级半决赛。